# لانه موري

قلعة أتشغاه هي إحدى قلاع لانة موري في إيران

لانه موري (بالفارسية: لانه‌موری) هو مصطلح من الهياكل الدفاعية السرية. تُعرف هذه الهياكل الآن بأحد الأحرف الأقل شهرة «الكهف /المأوى /القلعة /الحفرة /المدينة تحت الأرض» أو مصطلحات أخرى مماثلة.